# Otrokovice-Trávníky
Otrokovice-Trávníky – przystanek kolejowy w Otrokovicach, w kraju zlińskim, w Czechach. Znajduje się na wysokości 195 m n.p.m.
Na przystanku nie ma możliwości zakupu biletów, a obsługa podróżnych odbywa się w pociągiu. 

## Linie kolejowe
- 331 Otrokovice - Vizovice